# Juan Carlos Arzú
Juan Carlos Arzú Suazo (Balfate, Colón, Honduras; 23 de diciembre de 1993) es un futbolista hondureño. Se desempeña como delantero y actualmente juega en el Juticalpa F. C. de la Liga Nacional de Honduras.

## Trayectoria
Juan Carlos se formó en las reservas del Real España, donde nunca alcanzó a debutar de manera profesional. Posteriormente, sería cedido a clubes de la Liga de Ascenso y de Nicaragua. Destacó como figura del Villanueva FC durante la Copa de Honduras 2015, guiando a su club a alcanzar las semifinales del torneo en donde fueron eliminados por Olimpia. 
Fue sondeado por Motagua previo al Torneo Apertura 2015.
El 2 de enero de 2016 ficha por el Marathón, uno de los cuatro grandes de la Liga Nacional de Honduras.

## Selección nacional
Ha sido convocado por Jorge Luis Pinto a la Selección de fútbol sub-23 de Honduras.

## Clubes
| Club                   | País      | Año             |
| ---------------------- | --------- | --------------- |
| Real España            | Honduras  | 2012            |
| Villanueva FC (cesión) | Honduras  | 2013            |
| Managua FC (cesión)    | Nicaragua | 2014            |
| Villanueva FC          | Honduras  | 2014 - 2015     |
| Marathón               | Honduras  | 2016            |
| Social Sol             | Honduras  | 2016 - 2017     |
| Lepaera                | Honduras  | 2017 - 2018     |
| Real Juventud          | Honduras  | 2020 - 2021     |
| FC Alvarado            | Honduras  | 2022            |
| ART Municipal Jalapa   | Nicaragua | 2022            |
| Real Juventud          | Honduras  | 2023            |
| Juticalpa FC           | Honduras  | 2023 - Presente |